# Ivan Klánský
Ivan Klánský   (Praga, 13 de maig de 1948) és un pianista txec.
Estudià a l'Acadèmia d'arts escèniques de Praga amb František Rauch (1968-1973) i al Conservatori de Praga amb Valentina Kameníková (1963-1968).
Fou guardonat amb algunes de les competicions internacionals més prestigioses (Bolzano 1967, Nàpols 1968, Bach Competition Leipzig 1968, Varsòvia 1970, Barcelona 1970, Fort Worth, Texas 1973, Paloma O'Shea, Santander "International Piano Competition" 1976). Ha actuat com a solista i músic de Cambra a nivell internacional des de llavors. A més, ha enregistrat per a "Naxos records, Supraphon i Praga digitals (Harmonia Mundi)" i Editio Onta.
Klánský va portar una càtedra a la "Musikhochschule" de Lucerna (1991-2011) i és professor i cap del Departament d'instruments de teclat a l' Acadèmia d'arts escèniques de Praga on també és sub-degà. Ivan Klánský va ser president de la societat Txeca Chopin de 1995-1998 i és president honorari del Festival Chopin a Marienbad, així com president del concurs internacional de piano Frederyk Chopin.
El 1986 va fundar amb Čeněk Pavlík i Marek Jerie el "Guarneri trio Prague" -un trio que fins al dia d'avui encara actua en la seva línia original.

## Enregistraments
(llista no exhaustiva):
- Klánský interpreta Chopin (2016)
- Obres mestres per a piano mà esquerra (2015)
- Martinů: quintets pianístic H. 229, 298 i quartet de piano H. 287 (2009)
- Smetana: obres completes per a piano, vol. 4 (2005)
- Johannes Brahms: Cello Sontatas nos. 1 i 2, Scherzo (2005)
- Ernest Bloch: els dos quintets per a piano (2003)
- Leoš Janáček: treballa per pianoa Solo (2010)
- Schubert: Impromptus